# Nicklas Kulti
Nicklas Kulti (Estocolmo, Suecia, 22 de abril de 1971) es un exjugador profesional de tenis.
Kulti estuvo como n.º 1 del mundo en el ranking de tenistas juveniles en 1989 tras ganar el Abierto de Australia y Wimbledon en la categoría de juveniles, además de llegar a la final del US Open.
En 1990, Kulti ganó su primer título de alto nivel en individuales en Adelaida. Ganó durante su carrera un total de 3 torneos en individuales. Asimismo ganó 13 torneos de alto nivel en dobles, incluido el Masters de Montecarlo en 1994 (haciendo pareja con Magnus Larsson) y el Masters de París en el 2000 (haciendo pareja con Max Mirnyi). Kulti fue finalista en el campeonato de dobles masculino de Roland Garros en 1995 (con Larsson) y el abierto de los Estados Unidos en 1997 (con Jonas Björkman). La mejor actuación de Kulti en individuales en un evento de Grand Slam fue en el Torneo de Roland Garros de 1992, donde alcanzó los cuartos de final, instancia en la cual cayó ante el francés Henri Leconte.
Kulti fue miembro del equipo de Suecia que ganó la Copa Davis en 1997 y 1998 (haciendo pareja con Björkman para ganar el encuentro de dobles en ambas ocasiones). También estuvo en el equipo que acabó finalista en la Copa Davis de 1996.
El mejor ranking en individuales de Kulti fue n.º 32, alcanzado en 1993) y n.º 11 en dobles (en 1997). Ganó un total de US$3,186,946 durante su carrera. Se retiró del profesionalismo en el año 2000.

## Finales de Grand Slam

### Finalista Dobles (2)
| Año  | Torneo        | Pareja         | Oponentes en la final           | Resultado      |
| 1995 | Roland Garros | Magnus Larsson | Jacco Eltingh Paul Haarhuis     | 7-6(3) 4-6 1-6 |
| 1997 | US Open       | Jonas Björkman | Yevgeny Kafelnikov Daniel Vacek | 6-7 3-6        |

## Títulos (16; 3+13)

### Individuales (3)
| Leyenda                |
| Grand Slam (0)         |
| Tennis Masters Cup (0) |
| ATP Masters Series (0) |
| ATP Tour (3)           |

| n.º | Fecha               | Torneo   | Superficie | Oponente en la final | Resultado    |
| --- | ------------------- | -------- | ---------- | -------------------- | ------------ |
| 1.  | 6 de enero de 1991  | Adelaida | Dura       | Michael Stich        | 6-3 1-6 6-2  |
| 2.  | 10 de enero de 1993 | Adelaida | Dura       | Christian Bergstrom  | 3-6 7-5 6-4  |
| 3.  | 23 de junio de 1996 | Halle    | Césped     | Yevgeny Kafelnikov   | 6-75 6-3 6-4 |

### Finalista en individuales (4)
- 1990: Praga (pierde ante Jordi Arrese)
- 1993: Copenhague (pierde ante Andrei Olhovskiy)
- 1996: Atlanta (pierde ante Karim Alami)
- 1999: Halle (pierde ante Nicolas Kiefer)

### Dobles (13)
| Leyenda                |
| Grand Slam (0)         |
| Tennis Masters Cup (0) |
| ATP Masters Series (2) |
| ATP Tour (11)          |

| n.º | Fecha | Torneo           | Superficie    | Pareja           | Oponentes en la final             | Resultado     |
| --- | ----- | ---------------- | ------------- | ---------------- | --------------------------------- | ------------- |
| 1.  | 1992  | Copenhague       | Carpeta       | Magnus Larsson   | Hendrik Jan Davids Libor Pimek    | 6-3, 6-4      |
| 2.  | 1992  | San Marino       | Tierra batida | Mikael Tillström | Cristian Brandi Federico Mordegan | 6-2, 6-2      |
| 3.  | 1994  | Montecarlo TMS   | Tierra batida | Magnus Larsson   | Yevgeny Kafelnikov Daniel Vacek   | 3-6, 7-6, 6-4 |
| 4.  | 1996  | Amberes          | Carpeta       | Jonas Björkman   | Yevgeny Kafelnikov Menno Oosting  | 6-4, 6-4      |
| 5.  | 1996  | Nueva Delhi      | Dura          | Jonas Björkman   | Byron Black Sandon Stolle         | 4-6, 6-4, 6-4 |
| 6.  | 1997  | Atlanta          | Clay          | Jonas Björkman   | Scott Davis Kelly Jones           | 6-2, 7-6      |
| 7.  | 1997  | Båstad           | Tierra batida | Mikael Tillström | Magnus Gustafsson Magnus Larsson  | 6-0, 6-3      |
| 8.  | 1998  | San Petersburgo  | Carpeta       | Mikael Tillström | Marius Barnard Brent Haygarth     | 3-6, 6-3, 7-6 |
| 9.  | 1998  | Estocolmo        | Dura          | Mikael Tillström | Chris Haggard Peter Nyborg        | 7-5, 3-6, 7-5 |
| 10. | 2000  | Barcelona        | Tierra batida | Mikael Tillström | Paul Haarhuis Sandon Stolle       | 6-2, 6-7, 7-6 |
| 11. | 2000  | Halle            | Césped        | Mikael Tillström | Mahesh Bhupathi David Prinosil    | 7-6, 7-6      |
| 12. | 2000  | Båstad           | Tierra batida | Mikael Tillström | Andrea Gaudenzi Diego Nargiso     | 4-6, 6-2, 6-3 |
| 13. | 2000  | Paris Indoor TMS | Carpeta       | Mikael Tillström | Paul Haarhuis Daniel Nestor       | 6-4, 7-5      |

### Finalista en dobles (torneos destacados)
- 1995: Roland Garros
- 1996: Masters de Montecarlo (junto a Jonas Björkman pierden ante Ellis Ferreira y Jan Siemerink)
- 1997: US Open